# Fédération libanaise des échecs
La Fédération libanaise des échecs (en anglais : Lebanese Chess Federation) est l'organisme qui a pour but de promouvoir la pratique des échecs au Liban.
Affiliée à la Fédération internationale des échecs depuis 1957, la Fédération libanaise des échecs est également membre de l'Association internationale des échecs francophones.